# Cristòfor Alandi
Cristòfor Alandi (Tarragona, 1856 - Barcelona, 1896).

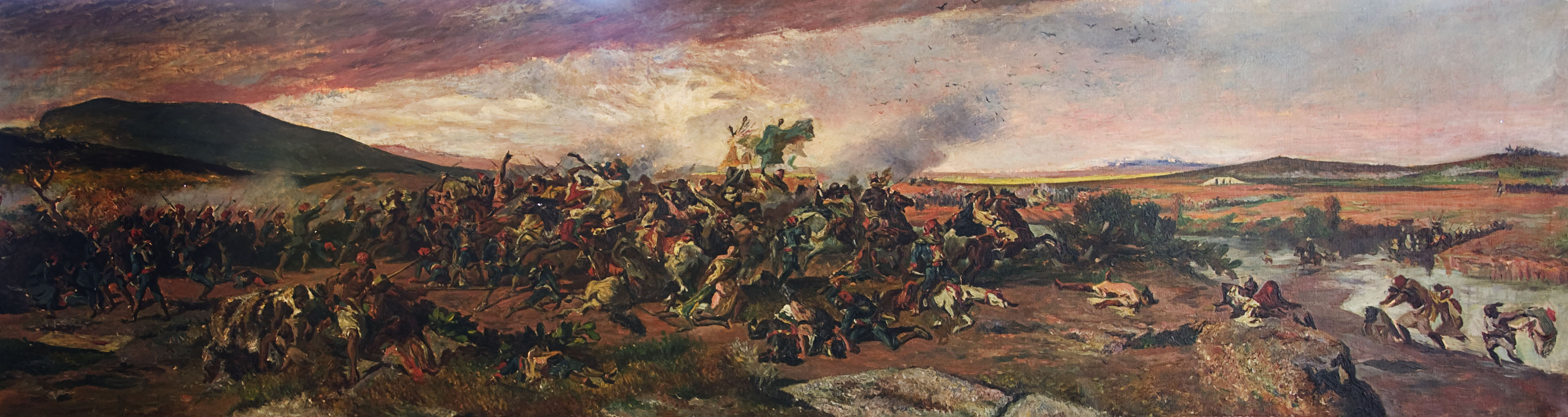
Cristòfor Alandi, Còpia de la batalla de Wad-Ras de Marià Fortuny, 1885. Conservada a la Biblioteca Museu Víctor Balaguer.

Alandi és un pintor del segle xix. Estudiarà a l'Escola de Belles Arts (pintura, escultura i gravat) i serà deixeble de Simó Gómez. Als 18 anys viatja a Roma allà coneixerà l'obra de Marià Fortuny i Marsal i farà còpies de les seves obres. El 1979 envia una còpia a Barcelona de "La Batalla de Tetuan" de Marià Fortuny. També estudià a l'Escola Superior de Pintura de Madrid i es presentà en l'Exposició Nacional de Madrid del 1881 amb una obra titulada El estudio de un pintor i en l'Exposició de 1884. I també es presentà a l'Exposició general de Barcelona del 1894.